# Plectrocnemia wui
Plectrocnemia wui är en nattsländeart som först beskrevs av Georg Ulmer 1932.  Plectrocnemia wui ingår i släktet Plectrocnemia och familjen fångstnätnattsländor. Inga underarter finns listade i Catalogue of Life.